# Jean-Louis Lejeune (auteur)
Pour l’article homonyme, voir Lejeune.
Jean-Louis Lejeune, né le 13 mai 1946 à Andenne (province de Namur), est un auteur de bande dessinée, dessinateur de presse et illustrateur de littérature d'enfance et de jeunesse belge francophone.

## Biographie
Jean-Louis Lejeune naît le 13 mai 1946 à Andenne,.
Après avoir lu La bête est morte ! de Calvo, il souhaite devenir dessinateur. En 1966, il étudie la communication visuelle à l'Institut Saint-Luc de Bruxelles, où il obtient son diplôme en 1970. Il considère Boris Artzybasheff, Tomi Ungerer ou Gabrielle Vincent parmi ses peintres et illustrateurs préférés. Dans le domaine de l'animation, il admire Tex Avery, Ub Iwerks et Picha. Parmi ses auteurs et dessinateurs préférés figurent Blutch, André François, ou Jean-Marc Reiser, ainsi que les américains Robert Crumb, Jack Davis ou Rick Griffin.
Il commence comme animateur dans le studio d'animation de Bob Vandersteen, produisant des dessins animés en 1968. Il crée son propre studio au début des années 1970. Parallèlement, il devient professeur et conférencier à l'École supérieure des arts Le 75. En dessin animé, il réalise un premier film traitant de l'écologie : Ufo Noé avec Jean-Luc de Reymaeker en 1976. Il travaille comme gagman sur le long métrage Le Big Bang de Picha (1987). La chaîne publique belge BRTN/RTBF lui doit notamment le générique d'ouverture de l'émission grand public Minute Papillon (1982-1992) sur la chaîne de télévision RTBF ainsi que celle d'Autant savoir.

### Conception de couvertures et d'affiches
Il réalise plusieurs couvertures de magazines comme Pourquoi Pas ?, Charlie Hebdo, Knack, L'Instant, Le Matin, Le Journal de l'Europe, Media Marketing et Plus Magazine. Il conçoit également plusieurs affiches pour Amnesty International, des théâtres, des expositions artistiques et le festival Anima. En 1993, il est engagé par Thierry Tinlot pour réaliser le restyling du magazine Spirou, notamment sa couverture et son logo. Le premier numéro avec le nouveau look est le no 2909 du 12 janvier 1994.

### Illustrations de livres
Depuis la fin des années 1970, il illustre divers livres. Il s'agit notamment de Idi Amin Dada, 1er Empereur de Belgique de Richard Olivier (Multipress, 1979), Love, love... c'est vite dit ! avec Jean-Claire Lacroix et Claude Oreel (Infor Jeunes, 1983), Victoria Flique de Francine Léonard (1985), Dr. Car and Mr. Toon (Magic Strip, 1987), Pincettes avec Igwal (Glénat, 1989), Quelques dessins et quelques aphorismes verticaux, (2015) et Mes Dessins Généralistes (catalogue du musée, 2015). Il collabore également à l'éphémère magazine Ice Crim’s avec des illustrations de textes de Richard Olivier en 1984.
En 1979, à l'occasion du millénaire de Bruxelles, il franchit la frontière entre illustration et bande dessinée, et il égaye les pages du livre Bruxelles Babel. Chronique illustrée de Bruxelles, écrite par l'historien Michel Géoris pour l'édition française et Walter Soethoudt pour sa traduction néerlandaise : Brussel, De Sjanzende Stad. Brusselse Cronijcken. Il décrit l'histoire chronologique de Bruxelles dans un texte écrit, en se concentrant sur des événements marquants, des personnages remarquables et des anecdotes colorées. Les dessins pleins d'esprit ne sont parfois que de simples illustrations, caricatures ou cartoons. Sur certaines pages, il utilise occasionnellement des bandes dessinées pantomimes. Les phylactères sont utilisés avec parcimonie, se concentrant souvent sur un seul mot ou une phrase courte.

### Bande dessinée
Tout au long de sa carrière, il ne réalise que quelques bandes dessinées, malgré un style pétillant et cartoonesque. Dans le no 15 de Métal hurlant du 1er mars 1977, il crée le récit en une planche La Femme de ménage. En 1979, il réalise d'abord trois gags sur un scénario d'Yvan Delporte, puis il crée également la série de bande dessinée humoristique Les Extrêmes se touchent avec le même scénariste qui paraît dans les numéros 18-21 d'(À suivre), entre janvier et octobre 1979. En 1980, il réalise trois courts récits de 6 planches pour la série de bande dessinée surréaliste et hautement métafictionnelle Titre est à la fin... dans l'éphémère magazine Aïe !. Il met en scène un homme dans un paysage désolé, cherchant plus de sens à sa vie en discutant avec un gigantesque bouddha souriant.
En 2001 et en 2002, il présente ses vœux dans Spirou. Il contribue également au magazine BoDoï, notamment dans les nos 119 et 121 en 2008.
En outre, il contribue à l'album collectif Pétition - À la recherche d'Oesterheld et de tant d'autres ! publié par Amnesty International en 1986 ainsi qu'au premier volume intitulé Le Plat Pays consacré à l'adaptation en bande dessinée des chansons de Jacques Brel, édité par la maison d'édition Brain Factory International en 1987. Il est également l'un des nombreux artistes à rendre hommage à Ever Meulen lors de l'exposition Ever Meulen and Friends en octobre 2017 à Bruxelles.

### Expositions
Le travail de Lejeune est exposé à la Seed Factory de la Maison de l'Image à Auderghem du 5 novembre au 31 décembre 2015.

### Autres activités
Entre 1999 et 2015, il est actif en tant qu'instructeur de tai chi à la Société internationale de tai chi taoïste Fung Loy Kok.

### Vie privée
Jean-Louis Lejeune vit à Bruxelles.

## Œuvres

### Publications
- Quelques dessins et quelques aphorismes verticaux[9], Bruxelles, Couleur livres, 2015.
- Mes dessins généralistes[15].

### Livres jeunesse en tant qu'illustrateur
- Pincettes, texte : Igwal, Glénat, coll. « Maboule », 1989 (OCLC 462981379)
- Sur le bout de la…, texte : Rascal, L'École des loisirs, coll. « Pastel », 1992  (ISBN 9782211027113) (OCLC 463531787)

### Albums de bande dessinée
- Idi Amin Dada Ier empereur de Belgique[7], Multipress, 1979
Scénario : Richard Olivier - Dessin : Jean-Louis Lejeune - Couleurs : noir et blanc
- Bruxelles, Babel[16], Impact Sodimp, 1979
Scénario : Michel Géoris - Dessin : Jean-Louis Lejeune - Couleurs : noir et blanc
- Love, love... c'est vite dit ![17], Éditions Infor Jeunes, Bruxelles, 1983
Scénario : Claude Oreel - Dessin : Jean-Claire Lacroix - Couleurs : noir et blanc — Mise en image : Jean-Louis Lejeune.
- Dr. Car and Mr. toon[8], Magic Strip, Bruxelles, 1987
Scénario, dessin et couleurs : Jean-Louis Lejeune -  (ISBN 978-2-8035-1618-6)

### Collectifs
- Collectif dont Jean-Louis Lejeune, Pétition[18] : À la recherche d'Oesterheld et de tant d'autres !, Amnesty International - Belgique francophone ASBL Groupe 64, novembre 1986, 47 p. (présentation en ligne), p. 1 strip,album broché, noir et blanc
- INT1. La B.D. chante Brel - Le Plat Pays + Les Prénoms, Brain Factory, septembre 1988
Scénario : collectif - Dessin : collectif dont Jean-Louis Lejeune - Couleurs : quadrichromie -  (ISBN 1-87085-805-0)

### Filmographie
- Ufo Noé avec Jean-Luc de Reymaeker, dessin animé, 1977[19].

### Expositions
- Mes dessins généralistes, Seed Factory, Auderghem, du 5 novembre au 31 décembre 2015[3],[15].

### Collections publiques
2 œuvres de cet artiste sont conservées au Centre de la gravure et de l'image imprimée à La Louvière.

#### Livres
: document utilisé comme source pour la rédaction de cet article.
- Danny De Laet et Yves Varende, Au-delà du septième art : pratique du cartoon en Belgique, Bruxelles, Ministères des Affaires étrangères, du Commerce extérieur et de la Coopération au développement de Belgique, coll. « Chroniques belges » (no 320), 1979, 110 p., ill. ; 22 cm (OCLC 301624277, présentation en ligne), p. 71-72.
- Danny De Laet et Yves Varende, Au-delà du septième art : Le dessin animé en Belgique, Bruxelles, Ministères des Affaires étrangères, du Commerce extérieur et de la Coopération au développement de Belgique, coll. « Chroniques belges » (no 321), 1979, 51 p., ill. ; 22 cm (OCLC 1400366185, présentation en ligne), p. 17, 38. .
- Danny De Laet et Yves Varende, Au-delà du septième art : histoire de la bande dessinée belge, Bruxelles, Ministère des affaires étrangères, du commerce extérieur et de la coopération au développement, coll. « Chroniques belges » (no 322), 1979, 302 p., ill. ; 22 cm (OCLC 301693218, présentation en ligne), p. 161.
- Jean Pirotte (dir.) et Luc Courtois, Du régional à l'universel. : L'imaginaire wallon dans la bande dessinée., Louvain-la-Neuve, Fondation wallonne Pierre-Marie et Jean-François Humblet, 1999, 310 p. (ISBN 978-2-9600072-3-7 et 2960007239, OCLC 1075833932), p. 237 lire sur Google Livres
- Jacques Fiérain, « Lejeune, Jean-Louis », dans La BD à Bruxelles et en Brabant, Charleroi, Éd. l'Âge d'or, avril 2003, 144 p., ill. ; 31 cm (ISBN 9782960119664 et 2960119665, OCLC 470388171, présentation en ligne), p. 93.
- Le 9e Rêve no 6, Bruxelles, Institut Saint-Luc de Bruxelles, École de recherche graphique, 2006, 144 p. (présentation en ligne), p. 55. .
- Philippe Mellot, Michel Denni, Laurent Turpin et Isabelle Morzadec, Trésors de la bande dessinée : BDM 2023-2024 - Catalogue encyclopédique et Argus, Paris, Les Arènes, novembre 2022, 23e éd., 1677 p., ill. ; 23 cm (ISBN 9791037507280, OCLC 1351462460, présentation en ligne), p. 402, 621. .